# Castlevania: The New Generation
Pour les articles homonymes, voir Bloodlines.
Castlevania: The New Generation, connu au Japon sous le titre Vampire Killer ou bien sous-titré Bloodlines en Amérique du Nord, est un jeu vidéo d'action et de plates-formes sorti en 1994 sur Mega Drive. Le jeu a été développé et édité par Konami.

## Histoire
En 1914 eu lieu l'attentat de Sarajevo, événement qui déclencha la Première Guerre mondiale. Mais ce que tout le monde ignorait, c'est qu'une personne tirait toutes les ficelles dans un but bien précis. Il s'agit d'Élisabeth Bartley (Élisabeth Báthory en version originale, d'après le personnage historique), une vampire qui fut exécutée au XVe siècle pour avoir bu le sang de 800 jeunes filles afin de préserver sa beauté, puis ressuscitée 300 ans plus tard par Drolta Tzuentes (Dorottya Szentes en version originale, d'après un personnage historique), son ancienne servante. En orchestrant l'attentat, Elizabeth cherche à rassembler toutes les âmes des morts de la guerre afin de ressusciter Dracula (présenté ici comme étant son oncle) et de faire payer la mort de celui-ci à l'humanité.
L'action du jeu se déroule en 1917. Alors que la Première Guerre mondiale continue de faire rage, deux hommes apprennent les agissements d'Elizabeth. Le premier est John Morris, fils de Kincy Morris (Quincy Morris en version originale, d'après le personnage éponyme du roman de Bram Stoker), descendant de la famille Belmont, mort après s'être entretué avec Dracula. John Morris perpétue la tradition familiale des Belmont en étant lui-même chasseur de vampires. Son arme de prédilection est le fouet Tueur de Vampires. Le second est Eric Lecarde, accompagnant son ami John afin d'accomplir son destin de chasseur de vampire qu'un vieil homme lui avait prédit (alors qu'il n'aspirait jusqu'alors qu'à devenir sculpteur), mais aussi pour venger sa fiancée qu'il fut forcé de tuer depuis qu'Elizabeth l'a transformée en vampire. Son arme de prédilection est la lance des Sorcières(lance d'Alucard en version originale).
Les deux héros sillonnent l'Europe dans le chaos de la guerre, traquant d'abord Elizabeth dans les ruines du château de Dracula, puis dans des ruines grecques englouties (supposément l'Atlantide), au sommet de la Tour de Pise, dans une usine d'armement allemande, au château de Versailles et enfin au château de Proserpine en Angleterre. C'est ici où, après avoir affronté la Mort, les deux héros sont confronté à Elizabeth. Ils la tuent, mais échouent à empêcher la résurrection de Dracula. Malgré cela, ils arrivent à le vaincre et à échapper à l'effondrement du château.
Un an plus tard, la guerre s'achève...

## Système de jeu
Cet épisode est inédit sur Mega Drive et offre la possibilité d'incarner deux personnages. Le premier, John Morris, est un descendant de la famille des Belmont et se trouve doté du traditionnel fouet lui offrant également la possibilité de se suspendre aux plafonds. Le second personnage jouable, Eric Lecarde, est armé d'une hallebarde et possède des coups spécifiques ainsi que la possibilité d'effectuer un « super saut ».

## Commercialisation
Le jeu est inclus dans la compilation Castlevania Anniversary Collection sorti en 2019 sur Windows, Nintendo Switch, PlayStation 4 et Xbox One.

## Accueil
Castlevania: The New Generation reçoit un accueil mitigé de la part de Consoles +, qui lui reproche ses mauvais graphismes, ses piètres musiques comparé à Super Castlevania IV et sa grande difficulté, mais souligne les quelques originalités du jeu.